# Purdue Boilermakers football
La squadra di football dei Purdue Boilermaker rappresenta l'Università Purdue. I Boilermakers competono nella Football Bowl Subdivision (FBS) della National Collegiate Athletics Association (NCAA) e nella West Division dell'Big Ten Conference. Purdue faceva parte della Leaders Division della Big Ten, fu spostata nella West Division nel 2014 a causa dell'espansione della conference.
Con un bilancio di 629–583–48 al termine della stagione 2021, Purdue ha il 55º numero di vittorie tra i programmi della NCAA FBS. Purdue era in origine classificato come un Major College dal 1937 al 1972. Nel 1973 fu inserito nella Division I, diventando un programma Division I-A dal 1978 al 2006 e un programma FBS dal 2006 in poi. I Boilermakers hanno avuto 64 stagioni vincenti, di cui 19 con otto o più vittorie, dieci con nove o più vittorie e una con dieci o più. Per cinque stagioni Purdue è rimasta imbattuta, finendo 4–0 nel 1891, 8–0 nel 1892, 8–0 nel 1929, 7–0–1 nel 1932 e 9–0 nel 1943. I Boilermakers hanno vinto 12 titoli di conference (8 nella Big Ten e quattro nella Indiana Intercollegiate Athletic Association) e un titolo di division della Big Ten West.

## Titoli nazionali
Alla squadra di Purdue del 1931 è stato retroattivamente assegnato il titolo nazionale da Parke Davis, uno dei selettori principali riconosciuti dalla NCAA. Davis assegnò tale titolo in coabitazione con Pittsburgh. Tuttavia la NCAA considera solo Southern California come campione nazionale del 1931, non accreditando a Purdue quindi alcun titolo nazionale nel football.
| Anno | Allen.      | Selettore      | Record tot. | Record conf. |
| ---- | ----------- | -------------- | ----------- | ------------ |
| 1931 | Noble Kizer | Parke H. Davis | 9–1         | 5–1          |

## Finalisti dell'Heisman Trophy
| Stagione | Giocatore      | Pos. | Punti |
| -------- | -------------- | ---- | ----- |
| 1943     | Tony Butkovich | 8º   | 65    |
| 1965     | Bob Griese     | 8º   | 193   |
| 1966     | Bob Griese     | 2º   | 618   |
| 1967     | Leroy Keyes    | 3º   | 1,366 |
| 1968     | Leroy Keyes    | 2º   | 1.103 |
| 1969     | Mike Phipps    | 2º   | 1.334 |
| 1972     | Otis Armstrong | 8º   | 208   |
| 1979     | Mark Herrmann  | 8º   | 54    |
| 1980     | Mark Herrmann  | 4º   | 405   |
| 1985     | Jim Everett    | 6º   | 77    |
| 1999     | Drew Brees     | 4º   | 308   |
| 2000     | Drew Brees     | 3º   | 619   |